# 格雷芬海恩
格雷芬海恩（德語：Gräfenhain，發音：[ˈɡʁɛːfn̩ˌhaɪn]）是德国图林根州哥达县曾经的一个市镇，面积19.38平方千米，2017年12月31日人口为1,387人。2019年1月1日，格雷芬海恩与另外2个市镇并入市镇奥尔德鲁夫。